# Hugo von Ziemssen
Hugo Wilhelm von Ziemssen (født 13. december 1829 i Greifswald, død 21. januar 1902 i München) var en tysk læge. 
Ziemssen blev Dr. med. 1853 og professor i patologi og terapi i Erlangen 1863 samt 1874 kaldet til modsvarende stilling i München. Han redigerede "Greifswalder medicinische Beiträge" 1863—1865 og udgav fra 1865, sammen med Friedrich Albert von Zenker, "Deutsches Archiv für klinische Medizin".
Endvidere udgav Ziemssen et stort antal arbejder, blandt andet Die Elektricität in der Medicin (1857; mange udgaver), samt redigerede de store encyklopædier "Handbuch der speciellen Pathologie und Therapie" (17 bind, 1875—1884), "Handbuch der allgemeinen Therapie" (4 bind, 1883—1885) og, med Max von Pettenkofer, "Handbuch der Hygiene und der Gewerbekrankheiten" (3 bind, 1880—1884).